# Jonas Poole
Jonas Poole (Londra, 1566 – Londra, 1612) è stato un esploratore inglese.
Fu un personaggio di rilievo per la storia della caccia alle balene nel nord Europa.

## Biografia
Poco si sa della vita di Poole sino ai suoi primi viaggi all'Isola degli Orsi nel 1604, 1605, 1606, 1608 e 1609 quando salpò a bordo di diversi vascelli per conto della Muscovy Company. Nel 1607 fu tra i marinai inviati nel Nuovo Mondo a stabilirsi a Jamestown, a capo del capitano Christopher Newport col quale esplorò le fonti del fiume James sino alle cascate nei pressi dell'attuale città di Richmond, in Virginia, nel maggio di quell'anno. Nel 1606 aveva già ottenuto il comando di una nave da 20 tonnellate. Nel 1608 pilotò la nave Paul, e nel 1609 venne nominato capitano della Lioness.

## I viaggi verso lo Spitsbergen, 1610-1612

### 1610
Nel 1610 Poole venne nuovamente inviato verso l'Isola degli Orsi per cacciare trichechi oltre che per trovare un passaggio attraverso il Polo Nord. Ottenne per questo scopo il comando della nave Amity di 70 tonnellate, con una ciurma di 14 marinai e un mozzo. Passò l'Isola degli Orsi navigando presso Spitsbergen. Mentre Barentsz aveva trascorso solo poche settimane nell'esplorazione di Spitsbergen e Hudson meno di un mese, Poole trascorse in queste aree tre mesi (da maggio ad agosto) esplorando la costa occidentale e cacciando trichechi, orsi polari e renne. Il 6 maggio avvistò una montagna a sud della costa dello Spitsbergen, che denominò Muscovy Company’s Mount (l'attuale Hornsundtind). Salpò quindi verso nord e si dedicò all'esplorazione dei fiordi minori. Ritornò con un pezzo di corno di renna, e con la scoperta di Horn Sound (Hornsund).

Durante questo viaggio, denominò anche Ice Point (Ispynten), Bell Point (per una montagna a forma di campana presente in loco, oggi Kapp Lyell), Bell Sound (Bellsund), Point Partition (Midterhuken), Low Sound (Van Mijenfjorden), Lowsoundness (Lågneset), Ice Sound (Isfjorden), Green Harbour (Grønfjorden), Osborne Inlet (St. Jonsfjorden), Black Point (Salpynten), Black Point Isle (Prins Karls Forland), Foul Sound (Forlandsundet), Cape Cold (Kaldneset), Fair Foreland (Fuglehuken), Deer Sound (Kongsfjorden), Close Cove (Krossfjorden), Cross Road (Ebeltofthamna) e Fairhaven (Smeerenburgfjorden).
Poole cacciò inoltre balene da cui trasse del grasso di balena che lavorò lungo le coste locali, ma non cacciò nessuna "grande balena" che pure vide in quelle acque, "dal momento che i Baschi erano gli unici uomini in grado di farlo".

### 1611
Il suo rapporto così ricco nella descrizione delle molte balene trovate nell'area attorno allo Spitsbergen spinse la Muscovy Company ad inviare due navi dall'anno successivo, la Elizabeth di 60 tonnellate, e la Mary Margaret di 150 tonnellate, sotto il comando di Stephen Bennet, come baleniere nelle isole. Poole venne inviato come capitano della Elizabeth. A bordo della Mary Margaret vi era Thomas Edge, incaricato responsabile dei carichi di entrambi i vascelli. Tra la ciurma vi erano sei esperti balenieri baschi originari di Saint-Jean-de-Luz.
La spedizione lasciò Blackwall nell'aprile di quell'anno, ma al 65° N le due navi si separarono "per venti contrari". Si ritrovarono a metà di maggio, viaggiando insieme verso Cross Road, dove ancorarono alla fine di maggio. La Mary Margaret trascorse l'intero mese di giugno a cacciare balene e trichechi, mentre Poole si dedicò all'esplorazione dell'area a sudovest. Dopo aver avvistato della terra (probabilmente la Groenlandia orientale) attraccò il 29 giugno successivo all'Isola degli Orsi.
Alla fine di luglio, mentre levava l'ancora a nord dell'isola, Poole entrò in contatto con tre marinai inviati da Edge e Bennet. Essi gli riferirono la perdita della Mary Margaret presso Foul Sound, spiaggiata tra il ghiaccio. Gli venne detto che trenta uomini erano sbarcati a terra a bordo di tre scialuppe, mentre altri nove si erano spinti con un'altra barca verso Horn Sound.
Poole salpò verso la parte meridionale dell'isola, raccolse gli uomini dove gli era stato indicato e salpò a nord verso lo Spitsbergen. Portandosi a Foul Sound trovò gli altri uomini della Mary Margaret al comando di Thomas Marmaduke. Qui, il 7 agosto, trasferendo il carico dalla Mary Margaret alla Elizabeth, la nave tra i ghiacci si capovolse. Poole si trovava a bordo quando l'incidente avvenne, e per due volte cercò di salvarsi e alla fine, con le sue sole forze, fu in grado di raggiungere la superficie e di venire salvato da una scialuppa, pur soffrendo di pesanti ferite che il freddo del mare ad ogni modo acquietò subito nel dolore.

### 1612
Nel 1612 Jonas Poole nuovamente salpò alla volta dello Spitsbergen in una spedizione baleniera. Vennero inviate due navi, la Whale di 160 tonnellate al comando di John Russell, e la Sea Horse di 180 tonnellate al comando di Thomas Edge. Poole servì a bordo di quest'ultima, probabilmente come timoniere.
La spedizione lasciò il porto ad aprile, giungendo all'Isola degli Orsi all'inizio di maggio. Il 25 maggio giunsero a Foul Sound. Il giorno successivo le due navi vennero raggiunte da altre due imbarcazioni: una nave venuta dall'Olanda e che avevano già incontrato presso l'Isola degli Orsi e l'altra venuta dall'Inghilterra, la Diana di Londra, sotto il comando di Thomas Bustion di Wapping Wall. All'inizio di giugno Poole incontrò un'altra nave, la Hopewell di Hull, al comando ancora di Thomas Marmaduke.
Dall'inizio di giugno inoltre i balenieri baschi della spedizione avevano già cacciato numerose balene. Sul finire del mese, Poole disse che il carico era tanto abbondante da non poter quasi fare ritorno. Il 30 giugno scriveva che "vi è una tale abbondanza di grandi balene nel porto attorno alle nostre navi" che "tutti questi giorni non abbiamo fatto altro che ammassare le balene a bordo della nave [...]." Le navi fecero ritorno a Londra sulla fine dell'anno con 180 tonnellate di olio di balena oltre a diciassette balene e due trichechi.
Alla fine del viaggio, le cronache riportano che Poole venne "miseramente ucciso" nei pressi di Londra.

## Eredità
Molti dei nomi (tra i più importanti Hornsund, Bellsund e Isfjorden) dell'area artica attorno alle Svalbard vennero dati dallo stesso Jonas Poole ed ancora oggi mantengono tali denominazioni, mentre altri sono stati cambiati o dimenticati. Poolepynten, a sudest della costa della Prins Karls Forland è stato così denominato in suo onore.